# NK Ankerkader 45/2 Ereklasse 1914-1915
Het 3e Nederlands kampioenschap biljarten in de spelsoort Ankerkader 45/2 Ereklasse seizoen 1914-1915 werd gespeeld van 23 tot en met 25 april 1915 op 1 matchtafel. Vijf deelnemers, of beter: matadoren, speelden een halve competitie over partijlengten van 300 caramboles zonder gelijkmakende beurt. Het toernooi werd gespeeld in Amsterdam. Hendrik Robijns veroverde z'n derde titel.

## Eindstand
| NK ANKERKADER 45/2 Ereklasse 1914-1915 - EINDSTAND | NK ANKERKADER 45/2 Ereklasse 1914-1915 - EINDSTAND | NK ANKERKADER 45/2 Ereklasse 1914-1915 - EINDSTAND | NK ANKERKADER 45/2 Ereklasse 1914-1915 - EINDSTAND | NK ANKERKADER 45/2 Ereklasse 1914-1915 - EINDSTAND | NK ANKERKADER 45/2 Ereklasse 1914-1915 - EINDSTAND | NK ANKERKADER 45/2 Ereklasse 1914-1915 - EINDSTAND | NK ANKERKADER 45/2 Ereklasse 1914-1915 - EINDSTAND | NK ANKERKADER 45/2 Ereklasse 1914-1915 - EINDSTAND |
| RANG                                               | SPELER                                             | GESP                                               | PP                                                 | CAR                                                | BRT                                                | MOY                                                | PMOY                                               | HS                                                 |
| -------------------------------------------------- | -------------------------------------------------- | -------------------------------------------------- | -------------------------------------------------- | -------------------------------------------------- | -------------------------------------------------- | -------------------------------------------------- | -------------------------------------------------- | -------------------------------------------------- |
|                                                    | Hendrik Robijns                                    | 4                                                  | 8                                                  | 1200                                               | 81                                                 | 14,81                                              | 18,75                                              | 119                                                |
|                                                    | Jan Dommering                                      | 4                                                  | 6                                                  | 1071                                               | 132                                                | 8,11                                               | 13,04                                              | 44                                                 |
|                                                    | Hyman de Rood                                      | 4                                                  | 4                                                  | 930                                                | 116                                                | 8,01                                               | 9,37                                               | 62                                                 |
| 4                                                  | Marcus Cohen                                       | 4                                                  | 2                                                  | 902                                                | 146                                                | 6,17                                               | 7,14                                               | 31                                                 |
| 5                                                  | Johannes Boelstra                                  | 4                                                  | 0                                                  | 1058                                               | 138                                                | 7,66                                               | geen                                               | 54                                                 |
| TOTAAL                                             | TOTAAL                                             | TOTAAL                                             | TOTAAL                                             | 5161                                               | 613                                                | 8,41                                               | 18,75                                              | 119                                                |
|                                                    |                                                    |                                                    |                                                    |                                                    |                                                    |                                                    |                                                    |                                                    |

Arnhem 1912-1913 · 
Leeuwarden 1913-1914 ·
Amsterdam 1914-1915 ·
Den Haag 1915-1916 ·
Groningen 1916-1917 ·
Amsterdam 1917-1918 ·
Arnhem 1918-1919 ·
Leeuwarden 1919-1920 ·
Den Haag 1920-1921 ·
Groningen 1921-1922 ·
Amsterdam 1922-1923 · 
Amsterdam 1923-1924 ·
Rotterdam 1924-1925 ·
Amsterdam 1925-1926 ·
Haarlem 1926-1927 ·
Utrecht 1927-1928 ·
Rotterdam 1928-1929 ·
Den Haag 1929-1930 ·
Leeuwarden 1930-1931 ·
Utrecht 1931-1932 ·
Amsterdam 1932-1933 ·
Amsterdam 1933-1934 ·
Amsterdam 1934-1935 · 
Utrecht 1935-1936 ·
Arnhem 1936-1937 ·
Den Haag 1937-1938 ·
Amsterdam 1938-1939 ·
Rotterdam 1939-1940 ·
Amsterdam 1940-1941 ·
Amsterdam 1941-1942 ·
Amsterdam 1942-1943 ·
Amsterdam 1944-1945 ·
Den Haag 1945-1946 ·
Apeldoorn 1946-1947 ·
Groningen 1947-1948